# Geißkleeartiger Hornklee
Der Geißkleeartige Hornklee (Lotus cytisoides), auch Ginster-Hornklee  genannt, ist eine Pflanzenart aus der Gattung Hornklee (Lotus) in der Unterfamilie der Schmetterlingsblütler (Faboideae).

## Beschreibung

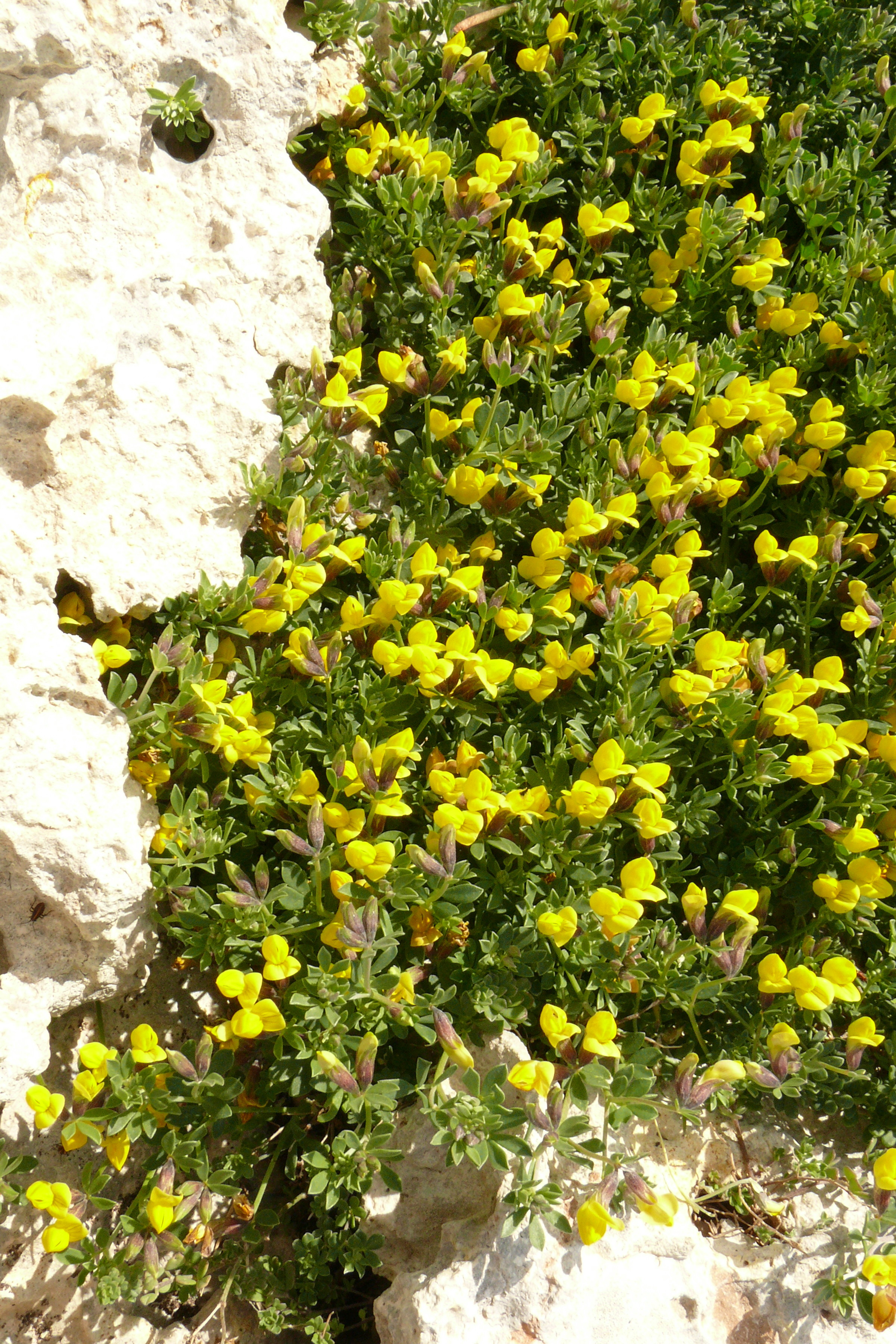
Habitus im Habitat

### Vegetative Merkmale
Der Geißkleeartige Hornklee ist eine ausdauernde krautige Pflanze. Die niederliegenden oder aufsteigenden und meist am Grund stark verzweigten Stängel sind bis zu 30 Zentimeter lang.
Die Laubblätter sind wechselständig am Stängel angeordnet. Die gefiederten Blattspreiten bestehen aus zwei am Grund stehenden Blättchen und drei am Ende stehenden. Die Blättchen sind bei einer Länge von 2,5 bis 7 Millimetern sowie einer Breite von 1,2 bis 4 Millimetern verkehrt-eiförmig oder eiförmig-rhombisch und kurz seidig behaart, aber kahl erscheinend.

### Generative Merkmale
Die Blütezeit reicht von März bis Oktober. Der Blütenstandsschaft ist 2 bis 7 Zentimeter lang. Ein bis sechs Blüten befinden sich in einem doldigen Blütenstand.
Die zwittrige Blüte ist zygomorph und fünfzählig mit doppelter Blütenhülle. Der Kelch ist zweilippig und die Kelchröhre ist 2 bis 3 Millimeter lang. Die oberen Kelchzähne sind bei einer Länge von 2,5 bis 3 Millimetern dreieckig und die seitlichen Kelchzähne sind stumpf sowie viel kürzer als die oberen. Die Blütenkrone besitzt die Form einer Schmetterlingsblüte ist 9 bis 12 Millimeter lang und gelb. Die Fahne ist am oberen Ende ausgerandet. Das Schiffchen endet in einem kurzen, gebogenen und oft purpurfarbenen Schnabel.
Die gerade oder leicht gekrümmte Hülsenfrucht ist 10 bis 23 Millimeter lang sowie 2 bis 2,5 Millimeter breit und enthält 5 bis 13 rundliche Samen.
Die Chromosomenzahl beträgt 2n = 14.

## Vorkommen
Der Geißkleeartige Hornklee kommt im gesamten Mittelmeerraum vor. Er gedeiht besonders an Felsküsten. Er kommt auf der Iberischen Halbinsel in Höhenlagen von 0 bis 50 Metern vor.

## Taxonomie
Die Erstveröffentlichung von Lotus cytisoides erfolgte 1753 durch Carl von Linné in Species Plantarum, Tomus II, S. 776. Synonyme für Lotus cytisoides L. sind Lotus allionii Desv. und Lotus creticus subsp. cytisoides (L.) Arcang.